# Rhexophyllum subnigrum
Rhexophyllum subnigrum är en bladmossart som beskrevs av Hilpert 1933. Rhexophyllum subnigrum ingår i släktet Rhexophyllum och familjen Pottiaceae. Inga underarter finns listade i Catalogue of Life.